# El louza
El louza est une pâtisserie traditionnelle algérienne, originaire de la ville d'Alger.

## Étymologie
El louza provient de la langue arabe, le nom de cette pâtisserie se traduit par « l'amande ».

## Description
Il s'agit d'une pâtisserie de couleur blanche, en forme d'amande géante, qui contient une farce d'amandes moulues, de citron et de vanille. 